# Les Adieux à Matiora
Pour plus de détails, voir Fiche technique et Distribution.
Les Adieux à Matiora (Прощание, Proshchanie) est un film dramatique soviétique réalisé par Elem Klimov et Larissa Chepitko en 1981. Le film est une adaptation du roman éponyme de Valentin Raspoutine paru en 1976,.

## Synopsis
Le film dépeint les réactions des habitants lors de l'organisation de l'évacuation du village de Matiora sur l'île du même nom qui doit être submergée par la mise en eau d'un barrage sur l'Angara.
Hostilité des villageois vis-à-vis des autorités lorsqu'on commence à exhumer les cercueils du cimetière de l'île pour les transporter au nouvel emplacement.
Comportement des enfants qui disent joyeusement au revoir à leur village au point d'en oublier le squelette de la salle de sciences. Ils arrivent dans leur cité nouvellement construite et se mettent à jouer au ballon, à circuler en vélomoteur...
Mise en regard de personnes âgées qui se réfugient dans la prière pour exprimer leur douleur alors que d'autres font la fête et se baignent dans la rivière pour la dernière fois.
Résignation des habitants qui mettent eux-mêmes le feu à leurs isbas alors qu'une vieille dame la nettoie de fond en comble et la fleurit comme si elle faisait sa toilette mortuaire.
Réaction de certains qui viennent récupérer ce qu'ils peuvent dans les cendres de leurs maisons incendiées.
Résistance de la nature au changement symbolisée par un arbre gigantesque que la tronçonneuse n'arrive pas à scier, que la hache n'arrive pas à entamer, que les câbles n'arrivent pas à déraciner et qui semble se venger sur un conducteur d'engin, et qu'en désespoir de cause on essaie de détruire en l'incendiant mais qui reste debout. Il en est de même pour une isba qui n'arrive pas à s'enflammer.
Sacrifice de la mère du responsable des travaux d'évacuation qui disparaît avec l'île : on ne la retrouve pas lorsqu'on vient la chercher.
Ce bouleversement est plus ou moins bien géré par la stature imposante du président du soviet rural, Vorontsov, par le chef d'équipe Pavel Pinéguine qui doit composer avec le passé incarné par sa mère, Daria, et l'avenir, une cité toute neuve mais sans "âme" encore.

## Fiche technique
- Titre original : Прощание, Proshchanie
- Titre français : Les Adieux à Matiora
- Réalisation : Elem Klimov, Larissa Chepitko
- Scénario : Larissa Chepitko, Rudolph Tiourine, Guerman Klimov, Elem Klimov
- Photographie : Alexandre Rodoniov, Sergueï Taraskine, Youri Skhirtladzé, Vladimir Tchoukhnov
- Son : Boris Venguerovski
- Montage : Valeria Belova
- Décors : Youri Fomenko, V. Petrov
- Maquillage : S. Kalinin
- Musique : Viatcheslav Artiomov, Alfred Schnittke
- Producteur : G. Sokolova
- Société de production : Studios Mosfilm à Moscou
- Pays d'origine : URSS
- Dates de sortie : 1983 (URSS), le 4 février 1987 (France)
- Format : Couleurs - 35 mm - mono -
- Genre : Drame
- Durée : 121 minutes

## Distribution
- Stefania Staniouta : Daria Pinéguine
- Lev Dourov : Pavel Pinéguine, fils de Daria et contremaître
- Lydia Savtchenko : la femme de Pavel
- Alexeï Petrenko : Vorontsov, président du soviet rural
- Maïa Boulgakova : Nastasia, l'amie de Daria
- Galina Demina : Sima, l'amie de Daria
- Lioubov Malinovskaïa : Liza, l'amie de Daria
- Pavel Kormounine : Yegor
- Youri Katine-Iartsev : Bogodoul
- Fedor Valikov : Yakov
- Ludmila Poliakova : l'amie de Daria
- Naïdan Guendounova : l'amie de Daria
- Anna Koustova : l'amie de Daria
- Léonid Kriouk : Pétroukha
- Denis Loupov : Kolia
- Nadejda Pogorichnaïa : l'amie de Daria
- Vadim Yakovenko : Andréï
- Igor Beziaev :
- Mikhaïl Bytchkov :

## Autour du film
- En se rendant au tournage, Larissa Chepitko, la réalisatrice, Vladimir Tchoukhnov, l'opérateur, Youri Fomenko, le peintre, et leurs assistants périrent dans un accident de la route. Le mari de Larissa Chepitko, Elem Klimov termina le film. (Renseignements donnés par R.U.S.C.I.C.O.) Cependant Elem Klimov ne garda pratiquement rien de ce qui avait été tourné car le tournage avait commencé depuis peu.